# SB/DV 19 sorozat
A  DV/SB (régi) 14 gőzmozdonysorozat a Déli Vasút (DV) gyorsvonati szerkocsisgőzmozdony-sorozata volt.
A 18 sorozat a nagy merev tengelytávolsága a Semmering Vasút szűk sugarú ívekben bővelkedő hegyi pályaszakaszain problémákat okozott, ezért a DV az Esslingeni Gépgyártól rendelt 18 db mozdonyt, hasonlót a korábbi sorozathoz, amelynek azonban a fix futótengelyét egy kéttengelyes forgóváz váltotta fel. A mozdonyokat 1860 és 1861-ben szállította a gyár, és a 14  sorozatba (1864-től  19 sorozat) lettek beosztva. 1864-ben a SteG és a Bécsújhelyi Mozdonygyár további tizenkét darabot szállított, majd 1870 és 1873 között 25 db-ot a Bécsújhelyi Mozdony nagyobb kazánnyomással.
A 18 sorozatú mozdonyokkal együtt a 19 sorozat biztosította a DV gyorsvonati üzemét. Amikor a szolgálatban a  17a, b, c, d sorozatú mozdonyok váltották fel őket, személyszállító vonatokat továbbítottak.
Az 1924-es államosítás után 29 darabot az Osztrák Szövetségi Vasutak (BBÖ), kapott,  amelyet 116,01-24 és 116101-105 (utolsó szállítás) pályaszámcsoportba sorolt és 1930-ig, valamint 1932-ig selejtezték őket. 20 darabot az Olasz Államvasutak (FS) kapott amelyeket az FS 512 sorozatba osztott.

## Fordítás
- Ez a szócikk részben vagy egészben  a   SB alt 14 című német Wikipédia-szócikk fordításán alapul.  Az eredeti cikk szerkesztőit annak laptörténete sorolja fel. Ez a jelzés csupán a megfogalmazás eredetét és a szerzői jogokat jelzi, nem szolgál a cikkben szereplő információk forrásmegjelöléseként.